# Claudia Gueli
Claudia Gueli (3 ottobre 1997) è una sciatrice freestyle australiana, specialista nelle gobbe.

## Biografia
In Coppa del Mondo ha esordito il 13 gennaio 2017 a Lake Placid (27ª).
Nel 2018 ha preso parte ai XXIII Giochi olimpici invernali a Pyeongchang venendo eliminata nelle qualificazioni e classificandosi ventitreesima nella gara di gobbe.

## Palmarès

### Coppa del Mondo
- Miglior piazzamento in classifica generale: 24ª nel 2017.